# 邱怀
邱怀（1915年—1999年），男，福建上杭人，中国养牛学家、畜牧教育家，曾任西北农业大学教授、博士生导师。